# Lincolnshire (Illinois)
Lincolnshire – wieś w Stanach Zjednoczonych, w stanie Illinois, w hrabstwie Lake.